# Jonathan Morris (Filmeditor)
Jonathan Morris (* 6. März 1949 in Hendon, London) ist ein britischer Filmeditor.
Nach der Schulzeit wurde Morris Schnittassistent. Er wirkte bei den ITV-Serien Simon Templar (The Saint) und The Champions mit. In den 1970er Jahren lernte er den Regisseur Ken Loach kennen und war ab dem Projekt Auditions für den Filmschnitt all seiner Werke verantwortlich. Die für Loach geschnittenen Spielfilme The Wind That Shakes the Barley (2006) und Ich, Daniel Blake (2016) gewannen jeweils die Goldene Palme der Internationalen Filmfestspiele von Cannes.

## Filmografie (Auswahl)
- 1980: Auditions
- 1991: Riff-Raff
- 1993: Raining Stones
- 1995: Land and Freedom
- 1996: Carla’s Song
- 1998: Mein Name ist Joe (My Name is Joe)
- 2000: Bread and Roses
- 2001: The Navigators
- 2002: Sweet Sixteen
- 2004: Just a Kiss
- 2006: The Wind That Shakes the Barley
- 2007: It’s a Free World
- 2009: Looking for Eric
- 2012: Angels’ Share – Ein Schluck für die Engel (The Angels’ Share)
- 2014: Jimmy’s Hall
- 2016: Ich, Daniel Blake (I, Daniel Blake)
- 2019: Sorry We Missed You
- 2023: The Old Oak